# Avenida Domingo Orué
La avenida José Domingo Orué o calle Barboncito es una de las principales avenidas del distrito de Surquillo en la ciudad de Lima, capital del Perú. Sirve de entrada a las principales zonas residenciales de dicho distrito. Se extiende de este a oeste a lo largo de 10 cuadras recorriendo desde el local de la Facultad de Ciencias de la Comunicación, Turismo y Psicología de la Universidad San Martín de Porres hasta la avenida Paseo de la República para convertirse en la calle que lleva su mismo nombre.

## Recorrido
Esta pequeña avenida se inicia en la avenida Tomás Marsano como una bajada de un solo sentido y cruza inmediatamente la avenida República de Panamá para luego adentrarse en la zona residencial densa del distrito de Surquillo cruzando las calles Manuel Irribarren, Dante y la avenida General Recavarren hasta la avenida Paseo de la República.
Tras cruzar la vía expresa Paseo de la República se adentra en el distrito de Miraflores como una calle estrecha de un solo sentido. Finalmente su trazo es obstruido en la intersección con la avenida Arequipa, finalizando al otro extremo de la berma central de dicha avenida en la calle Coronel Inclán, frente a un pequeño parque llamado Fermín Tangüis.

## Edificios importantes
En la avenida se encuentran algunos edificios y lugares importantes.
- Las concesionarias de autos más importantes de Lima como Volkswagen, Porsche, Audi, Lamborghini y Bentley
- El conjunto habitacional Dammert Muelle.
- Los Condominios Jardines de Aramburú I y II y el Condominio La Floresta.
- La sede principal de Mibanco.

- Datos: Q5713547